# Carel van Roorda
Carel van Roorda (circa 1609 - Idaard, 6 maart 1670) was grietman van Idaarderadeel, rekenmeester van de provincie Friesland en gedeputeerde aldaar.

## Leven en werk
Dr. Van Roorda was een zoon van de hoogleraar Andries van Roorda en van Anna Epesdr van Juckema. Hij was van 1635 tot zijn overlijden in 1670 grietman van Idaarderadeel. Voor Oostergo was hij driemaal gedeputeerde van Friesland van 1648-1652, van 1656-1660 en van 1664-1667. Hij woonde op de door hemzelf aangelegde Friesma-State in Idaard. Hij trouwde op 3 december 1648 te Leeuwarden met Lisck van Wissema en hij overleed in maart 1670. In de Gertrudiskerk van Idaard is zijn grafzerk te vinden.

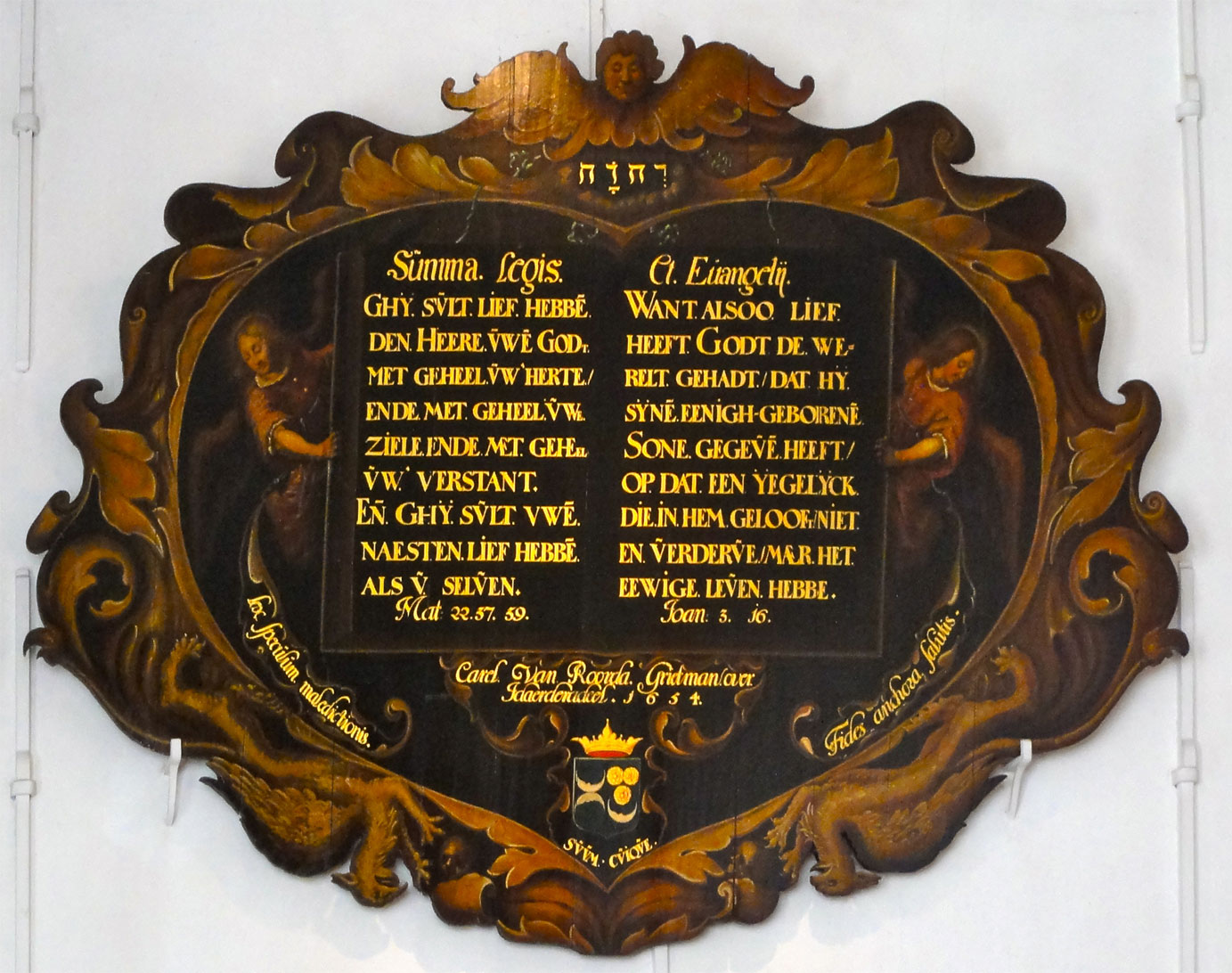
Gebodenbord van de Sint-Pieterkerk in Grouw, geschonken door Carel van Roorda aan de kerk

Van Roorda schonk een gebodenbord aan de Sint-Pieterkerk van Grouw. Op dit bord staat, in tegenstelling met de meeste gebodenborden, niet de tekst van de Tien geboden, maar de samenvatting uit het evangelie van Mattheus en een tekst uit het evangelie van Johannes (zie afbeelding). Zijn neef Andries Roorda schonk, samen met zijn vrouw, deze kerk een zilveren avondmaalsschaal.
- Gemeinsame Normdatei: 104298030
- International Standard Name Identifier: 0000 0000 0371 1490
- Nederlandse Thesaurus van Auteursnamen: 069332851
- Virtual International Authority File: 54581554
- WorldCat: E39PBJpYvXfPM8hXdvffQxd84q